# Saverio della Gatta
Saverio della Gatta (Lecce, 8 settembre 1758 – ..., poco dopo il 1828) è stato un pittore italiano, conosciuto in particolare per i paesaggi e le vedute di Napoli e dintorni.

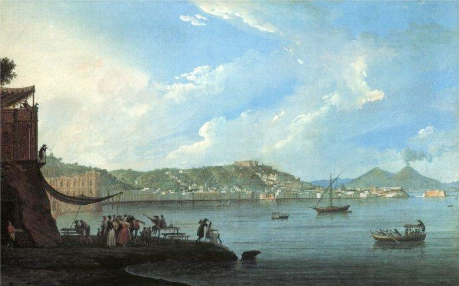
Saverio della Gatta: Il golfo di Napoli dallo scoglio di Frisio, 1785

Saverio della Gatta, firmatosi talvolta Xavier nei suoi dipinti, fu un pittore napoletano attivo tra il Settecento e i primi decenni dell'Ottocento. Ritrasse in acquerelli e gouache paesaggi e vedute con aspetti tipici della vita napoletana dell'epoca.

## Biografia
Sono poche le notizie sulla vita del della Gatta.
È documentato che fu allievo di Jacopo Cestaro nel 1777 presso l'accademia del disegno di Napoli (Borzelli, A., p. 111). La sua prima opera documentata è una veduta del Vesuvio datata 1779.
Su richiesta del re di Napoli viene incaricato nel dicembre del 1782 di effettuare un viaggio nel regno per effettuare ritratti dei costumi delle diverse province da riprodurre in un servizio di porcellana della Real Fabbrica di Napoli. Viene tuttavia sostituito da A. Berotti. Un acquerello del 1794 documenta un suo soggiorno a Roma. Non sono documentate opere datate successivamente al 1828.

## Opere
Tra le gouaches più famose e più antiche del della Gatta vi è una veduta di Napoli da Posillipo dallo scoglio di Frisio del 1785, oggi al Museo di San Martino, dove sono esposte anche due sue gouache datate 1800 che raffigurano la battaglia navale tra le flotte della marina inglese e della Repubblica partenopea nel canale di Procida.
Alcune delle sue opere:
- "Il golfo di Napoli dallo scoglio di Frisio" (1785) - Museo di San Martino a Napoli (Italia)
- "Il ritorno del Re Ferdinando dalla Sicilia a Napoli Archiviato il 25 settembre 2016 in Internet Archive." (1799)
- "Il ritorno di M. Carolina dalla Sicilia a Napoli" (1799)
- "Venditrice con 2 bimbi e ciabattino" (1799) - Acquerello a gouache su carta, dimensioni: 21,6 x 16,5 cm, Collezione Privata
- "Monaco con botti su cavallo" (1799) - Acquerello a gouache su carta, dimensioni: 21,6 x 16,5 cm, Collezione Privata
- "Donna con ragazzo e cane" (1799) - Acquerello a gouache su carta, dimensioni: 21,6 x 16,5 cm, Collezione Privata
- "Il venditore di cocomeri" (1799) - Acquerello a gouache su carta, dimensioni: 21,6 x 16,5 cm, Collezione Privata
- "Due monache" (1799) - Acquerello a gouache su carta, dimensioni: 21,6 x 16,5 cm, Collezione Privata
- "Donna con ragazzo" (1799) - Acquerello a gouache su carta, dimensioni: 21,6 x 16,5 cm, Collezione Privata
- "Battaglia tra le navi della Repubblica Partenopea e inglesi al largo di Procida" (1800) - Museo di San Martino a Napoli (Italia)
- "La distruzione dell'albero della libertà a Largo di Palazzo" (1800), Collezione Privata a Friburgo (Germania)
- "Il venditore limonata" (180...) - Acquerello a gouache su carta, dimensioni visibili: 20 x 14,3 cm
- "Diversi gesti mutoparlanti napoletani" (1828) - Disegno a penna su carta
- "La fregata Minerva"
- "Scena di vita popolare a Mergellina..." (Dipinto su ventaglio di seta)